# Montañas Blancas (Nuevo Hampshire)
Las montañas Blancas (en inglés White Mountains) son una cadena montañosa que ocupa una cuarta parte de la extensión del estado de Nuevo Hampshire, y una pequeña parte del oeste de Maine, en los Estados Unidos. 
Las montañas Blancas pertenecen a la cordillera de los montes Apalaches, y son consideradas como las más abruptas de Nueva Inglaterra. 
Son muy visitadas, debido a su proximidad a las ciudades de Boston y Nueva York.
La mayor parte de la región es de titularidad pública, comprendiendo también varios parques naturales y el bosque nacional de la Montaña Blanca (White Mountain National Forest). Su cima más popular es el monte Washington (1916 m), cumbre más elevada del noreste de los Estados Unidos. En 1934, en su observatorio meteorológico se registraron los vientos más fuertes medidos en el planeta (372 km/h). A su alrededor se encuentran otras montañas con nombres de presidentes y personajes importantes del país, por lo que el área recibe el nombre de cordillera Presidencial (Presidential Range).
En esta zona también se encontraba la formación rocosa llamada "El viejo de la montaña" (Old Man of the Mountain), que recibía este nombre por semejar una cara humana. En 2003 se derrumbó por acción de los agentes físicos naturales.
Las Montañas Blancas son una sección de la provincia de Nueva Inglaterra, a su vez parte de la región fisiográfica de los Apalaches, una cordillera que se extiende desde Quebec en el norte hasta Georgia en el sur. El sendero de los Apalaches (The Appalachian Trail) cruza las montañas en su camino desde Georgia hasta Maine.